# Sackville Tufton
Pour les articles homonymes, voir Tufton.
Le colonel Sackville Tufton (11 juin 1646 - 30 mars 1721) est un militaire et homme politique britannique.

## Biographie
Il est le fils de John Tufton (2e comte de Thanet) et de sa seconde épouse Margaret Sackville. Il épouse Elizabeth, fille de Ralph Wilbraham de Newbottle, Northumberland. Ils ont douze enfants :
- John Tufton (25 mai 1687 – 23 février 1689)
- Sackville Tufton (7e comte de Thanet) (1688-1753)
- John Tufton (décédé le 12 septembre 1727)
- Wilbraham Tufton (décédé le 20 octobre 1754)
- Thomas Tufton (décédé le 9 décembre 1733)
- Richard Tufton
- Catharine Tufton (décédée le 27 juin 1731)
- Elizabeth Tufton (décédée le 19 juin 1746)
- Margaret Tufton (décédée le 24 juillet 1758)
- Christian Tufton (décédé le 10 octobre 1746)
- Mary Tufton (décédée le 19 avril 1785)
- Elizabeth Tufton (morte en bas âge)

Tufton est officier dans le 1st Foot Guards. En 1673, il est blessé à la bataille de Schooneveld contre la flotte hollandaise. Sa main droite est brisée avec des muscles et des tendons lacérés et des os brisés. La récupération est lente et douloureuse et il nécessite plusieurs opérations chirurgicales pour retirer des fragments d'os, réalisées sans anesthésie. Il récupère à Bath au printemps suivant où il est traité par le Dr Robert Peirce. Il retourne à Bath pendant plusieurs années pour un traitement supplémentaire sous la direction de Peirce et retrouve l'usage de sa main .
En 1687, il est nommé colonel d'un régiment d'infanterie, qui devient plus tard l'East Yorkshire Regiment . Il est démis de ses fonctions de colonel fin 1688 pour avoir refusé de jurer fidélité à Guillaume III après la Glorieuse Révolution.